# マイク・ドルチェ
マイケル・“マイク”・ドルチェ（Mike Dolce、1976年4月15日 - ）は、アメリカ合衆国のストレングス＆コンディショニングコーチ、減量コーチ、栄養学とフィットネスの専門家、元総合格闘家。

## 来歴
ニュージャージー州ベルマーで生まれた。8歳からウェイトトレーニングを始め、13歳までにアマチュアレスリングを始め、高校時代にパワーリフティングを始めた。
17歳の時にパーソナルトレーニングビジネスを始めた。
1999年、総合格闘技を始めた。
2004年、チーム・クエストのストレングス＆コンディショニングコーチに就任し、ランディ・クートゥア、ダン・ヘンダーソン、ネイサン・クォーリー、チェール・ソネンらを担当した。
2008年、The Ultimate Fighter 7に出場し、エリミネイションバウトには勝利するが、トーナメントの1回戦で敗退した。
2010年に、減量コーチとしてクイントン・"ランペイジ"・ジャクソンの45ポンドもの減量に成功して注目を集め、その後、ロンダ・ラウジーやジョニー・ヘンドリックス、ビクトー・ベウフォート、チェール・ソネン、マイケル・ビスピン、ギルバート・メレンデスらの減量コーチを担当した。
2007年から2011年にかけて3冊のシリーズ本『ドルチェ・ダイエット』を出版した。
2013年、2014年、2015年、2016年にWorld MMA Awardsのトレーナー・オブ・ザ・イヤーを受賞した。

## 表彰
- World MMA Awards トレーナー・オブ・ザ・イヤー（2013年、2014年、2015年、2016年）